# Vojtech Masný
Vojtech Masný (Kinorány, 1938. július 8. –) olimpiai ezüstérmes csehszlovák válogatott szlovák labdarúgó, csatár. Testvére Marián Masný (1950) Európa-bajnok labdarúgó.

## Pályafutása

### Klubcsapatban
1958 és 1960 között a Dukla Pardubice, 1960 és 1969 között a Jednota Trenčín labdarúgója volt. Az 1962–63-as idényben tagja volt a bajnoki ezüstérmes trencséni csapatnak. 1969 és 1972 között az osztrák First Vienna csapatában szerepelt. 1975–76-ban ismét a Jednota játékosa volt.

### A válogatottban
1963 és 1968 között 16 alkalommal játszott a csehszlovák olimpiai válogatottban és hat gólt szerzett. Tagja volt az 1964-es tokiói olimpiai játékokon ezüstérmes csapatnak. 1964 és 1967 között kilenc alkalommal szerepelt a csehszlovák válogatottban és három gólt szerzett.

## Sikerei, díjai
Csehszlovákia
- Olimpiai játékok
  - ezüstérmes: 1964, Tokió

 Jednota Trenčín
- Csehszlovák bajnokság
  - 2.: 1962–63
- Közép-európai kupa
  - döntős: 1966